# Les Clérimois
Les Clérimois is een gemeente in het Franse departement Yonne (regio Bourgogne-Franche-Comté) en telt 242 inwoners (2004). De plaats maakt deel uit van het arrondissement Sens.

## Geografie
De oppervlakte van Les Clérimois bedraagt 12,8 km², de bevolkingsdichtheid is 18,9 inwoners per km².
De onderstaande kaart toont de ligging van Les Clérimois met de belangrijkste infrastructuur en aangrenzende gemeenten.

## Demografie
Onderstaande figuur toont het verloop van het inwonertal (bron: INSEE-tellingen).